# Kevin Strootman
Kevin Strootman (* 13. Februar 1990 in Ridderkerk, Niederlande) ist ein ehemaliger niederländischer Fußballspieler. Er spielte auch für die Nationalmannschaft seines Landes.

## Karriere
Strootman spielte bereits als F-Jugendlicher bei Sparta Rotterdam und durchlief sämtliche Jugendmannschaften des Vereins. Sein erstes Ligaspiel für die Spartaner machte der Mittelfeldspieler am 15. Februar 2008, zwei Tage nach seinem 18. Geburtstag, in der Eredivisie; die Mannschaft verlor 2:6 beim AFC Ajax in Amsterdam, Strootman wurde in der zweiten Spielhälfte eingewechselt. Schon in der folgenden Saison zählte das junge Talent zur Stammformation der Rotterdamer, machte 25 Spiele in der Liga und erzielte zwei Tore. In der Spielzeit 2009/10 zählte der 19-Jährige erneut zu den besten Spielern, konnte jedoch den Abstieg seines Teams nicht verhindern. Anschließend war er ein weiteres halbes Jahr bei Sparta in der Eerste Divisie aktiv, während dessen mehrere Erstligavereine den Wechselwilligen aus seinem bis 2012 laufenden Vertrag heraus verpflichten wollten.
Letztlich unterschrieb Strootman in der Winterpause 2010/11 einen Vertrag bis 2015 beim FC Utrecht. Hier gab er ein beeindruckendes Eredivisie-Comeback beim 2:1-Sieg bei VVV Venlo am 19. Januar und vor allem beim 3:0-Sieg über den AFC Ajax vier Tage später, bei dem er zwei Treffer vorbereitete. Am Saisonende wurde Utrecht jedoch nur Neunter und verpasste einen internationalen Wettbewerb. Zur Saison 2011/12 wechselte Strootman gemeinsam mit seinem Mannschaftskollegen Dries Mertens zur PSV nach Eindhoven. 2013 wechselte er erstmals ins Ausland zur AS Rom. Dort verbrachte er fünf Jahre, bevor er sich Olympique Marseille anschloss. Anfang 2021 wurde er für ein halbes Jahr an CFC Genua ausgeliehen. Im Anschluss folgte eine weitere Leihe zu Cagliari Calcio. Nach Ablauf dieser zweiten Leihe wurde der Spieler erneut an den CFC Genua verliehen. Da sein Vertrag in Marseille im Sommer 2023 auslief, nahm Genua den Niederländer nach Abschluss des Leihverhältnis ablösefrei fest unter Vertrag. Am 18. Oktober 2024 beendet er seine Karriere.

### Nationalmannschaft
Nur eine Woche nach Strootmans Rückkehr in die höchste Spielklasse berief Bondscoach Bert van Marwijk den U-21-Nationalspieler erstmals in den vorläufigen Kader der A-Nationalmannschaft, wo er auf seiner Position im zentralen Mittelfeld in Mark van Bommel, Rafael van der Vaart oder Demy de Zeeuw auf starke, etablierte Konkurrenten traf. Gegen Österreich kam er am 9. Februar 2011 zu seinem Debüt in Oranje, als er 20 Minuten vor Schluss für Theo Janssen eingewechselt wurde. Seinen ersten Einsatz in der Startformation hatte er am 4. Juni 2011 auf einer Südamerikareise der Elftal im Freundschaftsspiel in Goiânia gegen Brasilien; es war sein drittes Spiel in Oranje. Sein erstes Tor erzielte er am 6. September 2011 beim 2:0-Sieg im EM-Qualifikationsspiel in Helsinki gegen Finnland. Bislang hat er bis zum 26. Mai 2012 11 Länderspiele absolviert. Am 9. März 2014 zog sich Strootman im Serie-A-Spiel des AS Rom beim SSC Neapel (0:1) einen Kreuzband- und Meniskusriss im linken Knie zu. Damit fiel der Mittelfeldspieler auch für die Fußball-WM 2014 in Brasilien aus.

## Erfolge
- KNVB-Pokal: 2012
- Johan-Cruyff-Schale: 2013